# تمام دخترهایی که قبلا عاشقشان بودی
«تمام دخترهایی که قبلا عاشقشان بودی» (انگلیسی: All of the Girls You Loved Before) ترانه‌ای از تیلور سوئیفت، خواننده-ترانه‌سرای آمریکایی است که در ۱۷ مارس ۲۰۲۳ به عنوان یک تک‌آهنگ تبلیغاتی از آلبوم چندآهنگه او فصل معشوق‌تر (۲۰۲۳) منتشر شد. این ترانه توسط سوئیفت، فرانک دوکس و لوئیس بل نوشته و تهیه شده‌است.

## پیش‌زمینه
تیلور سوئیفت در ابتدا این آهنگ را برای هفتمین آلبوم استودیویی خود، معشوق (۲۰۱۹) ضبط کرد. این آهنگ در اوایل مارس ۲۰۲۳ فاش شد و متعاقباً به‌طور گسترده در برنامه اشتراک‌گذاری ویدیو تیک‌تاک استفاده شد. این آهنگ در ۱۷ مارس ۲۰۲۳، قبل از نمایش افتتاحیه تور دوره‌ها، به عنوان یکی از چهار آهنگ ضبط شده و قبلا منتشر نشده توسط سوئیفت منتشر شد. در عرض چند ساعت پس از انتشار، این آهنگ در صدر جدول آی‌تیونز در ایالات متحده قرار گرفت. همچنین در سرویس‌های پخش موسیقی به آلبوم معشوق اضافه شد.
عنوان آهنگ اشاره ای به رمان تقدیم به همه پسرانی که عاشقشان بودم و اقتباس سینمایی آن است.